# Phyllonorycter juncei
Phyllonorycter juncei är en fjärilsart som beskrevs av Walsingham 1907. Phyllonorycter juncei ingår i släktet guldmalar, och familjen styltmalar.
Artens utbredningsområde är:
- Portugal.
- Spanien.

Inga underarter finns listade i Catalogue of Life.